# Пам'ятки історії Сахновщинського району
У Сахновщинському районі Харківської області на обліку перебуває 46 пам'яток історії.
| № п/п | Охоронний номер пам'ятки | Місце знаходження, (адреса) пам'ятки                     | Найменування пам'ятки | Автор, дослідник пам'ятки. Дата відкриття       | Матеріал, з якого виготовлений пам'ятник. Основні розміри                      | Категорія охорони пам'ятки | Номер і дата рішення державних органів про взяття пам'ятки під охорону | Охоронна зона                                                  |
| ----- | ------------------------ | -------------------------------------------------------- | --- | ----------------------------------------------- | ------------------------------------------------------------------------------ | -------------------------- | ---------------------------------------------------------------------- | -------------------------------------------------------------- |
| 1.    | 1308                     | с-ще Сахновщина, вул. Леніна                             | Братська могила червоноармійців. 1918 р., 1920 р.                                                                            | Харківська скульптурна фабрика 1958 р.          | Стела — 2,2х0,7х0,3 м, граніт Постамент — 0,4 м, цегла, цемент                 | Місцева                    | № 61 від 25.01.72 р.                                                   |                                                                |
| 2.    | 1309                     | с-ще Сахновщина, біля нафтобази                          | Братська могила червоноармійців. 1919 р.                                                                                     | Харківська скульптурна фабрика 1967 р.          | Стела — 2,0х0,6х0,3 м, граніт Постамент — 0,3 м, цегла, цемент                 | -<<-                       | -<<-                                                                   |                                                                |
| 3.    | 1310                     | -<<-                                                     | Братська могила червоноармійців. 1919 р.                                                                                     | Харківська скульптурна фабрика 1967 р.          | Стела — 1,4х0,6х0,3 м, граніт Постамент — 0,8 м, цегла, цемент                 | -<<-                       | -<<-                                                                   |                                                                |
| 4.    | 1311                     | с-ще Сахновщина, у парку                                 | Братська могила Гури О. І. та Беззубенка. 1920 р.                                                                            | 1944 р., 1980 р.                                | Граніт                                                                         | -<<-                       | -<<-                                                                   |                                                                |
| 5.    | 1312                     | с-ще Сахновщина, у парку                                 | Братська могила радянських воїнів. Поховано 59 воїнів. 1941 р., 1942 р., 1943 р.                                             | Харківська скульптурна фабрика 1954 р., 1985 р. | Скульптура — композиція — 2,5 м, з/б Постамент — 2,6 м, граніт                 | -<<-                       | -<<-                                                                   | 25 м (Наказ управління культури і туризму від 10.09.09. № 234) |
| 6.    | 1753                     | с-ще Сахновщина, на кладовищі                            | Могила Гури К. Г., Героя Соціалістичної Праці. 1974 р.                                                                       | 1975 р.                                         | Стела — 1,75х0,65х0,32 м, граніт                                               | -<<-                       | № 13 від 12.01.81 р.                                                   |                                                                |
| 7.    |                          | с-ще Сахновщина (кладовище)                              | Братська могила радянських воїнів, які загинули в боях з фашистськими загарбниками. 1941—1943 рр.                            | 2001 р.                                         | Граніт. Вис. — 2,0 м.                                                          | -<<-                       | Наказ УК ХОДА № 25 від 02.03.05 р.                                     |                                                                |
| 8.    | 1313                     | с. Аполлонівка Аполлонівської с/р                        | Братська могила радянських воїнів. Поховано 35 воїнів. 1942 р., 1943 р.                                                      | Харківська скульптурна фабрика 1957 р.          | Скульптура — 3,0 м, з/б Постамент — 2,5 м, цегла, цемент                       | -<<-                       | № 61 від 25.01.72 р.                                                   | 25 м (Наказ управління культури і туризму від 10.09.09. № 234) |
| 9.    | 2070                     | -<<-                                                     | Пам'ятник Попудренку М. М. — Герою Радянського Союзу                                                                         |                                                 | Бюст — з/б Постамент — цегла, цемент                                           | -<<-                       | № 413 від 19.08.85 р.                                                  |                                                                |
| 10.   | 1314                     | с. Багата Чернещина Багаточернещинської с/р              | Братська могила радянських воїнів і пам'ятний знак воїнам-односельцям. Поховано 4 воїни. 1943 р., 1941—1945 рр.              | Харківська скульптурна фабрика 1953 р., 1975 р. | Скульптура — 2,5 м, з/б Постамент — 2,7 м, цегла, цемент                       | -<<-                       | № 61 від 25.01.72 р.                                                   | 25 м (Наказ управління культури і туризму від 10.09.09. № 234) |
| 11.   | 2614                     | с. Берестове Катеринівської с/р                          | Могила Шульги Г. З., чумака, колишнього запорізького козака. XVIII ст.                                                       |                                                 | Хрест — 1,3 м, граніт                                                          | -<<-                       | № 975 від 18.09.97 р.                                                  | 5 м. Розпорядження ХОДА № 975 від 18.09.97 р.                  |
| 12.   | 1315                     | с. Бондарівка Лигівської с/р                             | Братська могила радянських воїнів. Поховано 129 воїнів. 1942 р., 1943 р.                                                     | Харківська скульптурна фабрика 1955 р.          | Скульптура — 2,5 м, з/б Постамент — 2,3 м, цегла, цемент                       | -<<-                       | № 61 від 25.01.72 р.                                                   | 25 м (Наказ управління культури і туризму від 10.09.09. № 234) |
| 13.   | 1313                     | с. Великі Бучки Великобучківської с/р, у центрі села     | Братська могила радянських воїнів і Чумака Я. О., партизана. Поховано 3 чол. 1941 р., 1943 р.                                | Харківська скульптурна фабрика 1955 р.          | Скульптура — 2,5 м, з/б Постамент — 2,5 м, цегла, цемент                       | Місцева                    | -<<-                                                                   | 25 м (Наказ управління культури і туризму від 10.09.09. № 234) |
| 14.   | 1317                     | с. Володимирівка Володимирівської с/р                    | Братська могила радянських воїнів. Поховано 34 воїни. 1942 р., 1943 р.                                                       | Харківська скульптурна фабрика 1953 р.          | Скульптура — 2,5 м, з/б Постамент — 3,0 м, цегла, цемент                       | -<<-                       | -<<-                                                                   | 25 м (Наказ управління культури і туризму від 10.09.09. № 234) |
| 15.   |                          | с. Володимирівка, (кладовище)                            | Братська могила жертв фашизму. 1941—1943 рр.                                                                                 | 2001 р.                                         | Граніт. Вис. — 2,0 м.                                                          | -<<-                       | Наказ УК ХОДА № 25 від 02.03.05 р.                                     |                                                                |
| 16.   | 1318                     | с. Гришівка Дар-Надеждинської с/р                        | Братська могила радянських воїнів. Поховано 8 воїнів. 1943 р.                                                                | Харківська скульптурна фабрика 1957 р.          | Скульптура — 3,0 м, з/б Постамент — 3,0 м, цегла, цемент                       | -<<-                       | № 61 від 25.01.72 р.                                                   | 25 м (Наказ управління культури і туризму від 10.09.09. № 234) |
| 17.   | 1319                     | -<<-                                                     | Братська могила жертв фашизму. Поховано 20 чол. 1942 р.                                                                      | Харківська скульптурна фабрика 1967 р.          | Скульптура — 2,5 м, з/б Постамент — 3,5 м, цегла, цемент                       | -<<-                       | -<<-                                                                   | 25 м (Наказ управління культури і туризму від 10.09.09. № 234) |
| 18.   | 1320                     | с. Дар-Надежда Дар-Надеждинської с/р                     | Братська могила радянських воїнів. Поховано 13 воїнів. 1941 р., 1943 р.                                                      | Харківська скульптурна фабрика 1959 р.          | Скульптура — 2,5 м, з/б Постамент — 2,5х1,5х1,4 м, цегла, цемент               | -<<-                       | -<<-                                                                   | 25 м (Наказ управління культури і туризму від 10.09.09. № 234) |
| 19.   | 1321                     | с. Дубові Гряди Дубовогрядської с/р                      | Братська могила радянських воїнів і жертв фашизму. Поховано 16 воїнів. 1942 р., 1943 р.                                      | Харківська скульптурна фабрика 1954 р., 1995 р. | Скульптура — 3,0 м, з/б Постамент — 3,0 м, цегла, цемент                       | -<<-                       | -<<-                                                                   | 25 м (Наказ управління культури і туризму від 10.09.09. № 234) |
| 20.   | 1322                     | с. Жовтень Сахновщинської сел/р                          | Братська могила радянських воїнів. Поховано 27 воїнів. 1941 р., 1943 р.                                                      | Харківська скульптурна фабрика 1958 р.          | Скульптура — 2,5 м, з/б Постамент — 4,0 м, цегла, цемент                       | -<<-                       | -<<-                                                                   | 25 м (Наказ управління культури і туризму від 10.09.09. № 234) |
| 21.   | 1323                     | с. Катеринівка Катеринівської с/р                        | Братська могила радянських воїнів і партизанів. Поховано 16 чол.. 1942 р., 1943 р.                                           | Харківська скульптурна фабрика 1958 р., 1995 р. | Скульптура — 2,6 м. Постамент — 2,4 м. Стела — 4,5 м, мармурова кришка         | -<<-                       | -<<-                                                                   | 25 м (Наказ управління культури і туризму від 10.09.09. № 234) |
| 22.   | 1324                     | с. Костянтинівка Новочернещинської с/р, в центрі села    | Братська могила радянських воїнів. Поховано 14 воїнів. 1943 р.                                                               | Харківська скульптурна фабрика 1958 р.          | Скульптура — 2,5 м, з/б. Постамент — 2,8 м, цегла, цемент                      | -<<-                       | -<<-                                                                   | 25 м (Наказ управління культури і туризму від 10.09.09. № 234) |
| 23.   | 1325                     | с. Красноярка Лебедівської с/р                           | Братська могила радянських воїнів. Поховано 4 воїни. 1943 р.                                                                 | Харківська скульптурна фабрика 1953 р.          | Скульптура — 2,5 м, з/б. Постамент — 2,8 м, цегла, цемент                      | -<<-                       | -<<-                                                                   | 25 м (Наказ управління культури і туризму від 10.09.09. № 234) |
| 24.   | 1326                     | с. Лебедівка Лебедівської с/р                            | Братська могила радянських воїнів. Поховано 32 воїни. 1941 р., 1942 р., 1943 р.                                              | Харківська скульптурна фабрика 1957 р.          | Скульптура — 2,5 м, з/б. Постамент — 2,8 м, цегла, цемент                      | -<<-                       | -<<-                                                                   | 25 м (Наказ управління культури і туризму від 10.09.09. № 234) |
| 25.   | 1327                     | с. Лигівка Лигівської с/р, в центрі села                 | Братська могила радянських воїнів і пам'ятний знак воїнам-односельцям. Поховано 1459 воїнів. 1942 р., 1943 р., 1941—1945 рр. | Харківська скульптурна фабрика 1953 р., 1985 р. | Скульптура — 2,5 м, з/б Постамент — 3,0 м, цегла, цемент Обеліск — 18,0 м, з/б | -<<-                       | -<<-                                                                   | 25 м (Наказ управління культури і туризму від 10.09.09. № 234) |
| 26.   | 1328                     | с. Максимівка Дар-Надеждинської с/р, в центрі села       | Братська могила радянських воїнів. Поховано 131 воїна. 1942 р., 1943 р.                                                      | Харківська скульптурна фабрика 1954 р.          | Скульптура — 2,5 м, з/б Постамент — 2,0 м, цегла, цемент                       | -<<-                       | -<<-                                                                   | 25 м (Наказ управління культури і туризму від 10.09.09. № 234) |
| 27.   | 1329                     | с. Мар'ївка Олійниківської с/р, в центрі села            | Братська могила радянських воїнів. Поховано 92 воїни. 1942 р., 1943 р.                                                       | Харківська скульптурна фабрика 1954 р., 1977 р. | Скульптура — 3,0 м, з/б Постамент — 1,0 м, цегла, цемент                       | -<<-                       | № 61 від 25.01.72 р.                                                   | 25 м (Наказ управління культури і туризму від 10.09.09. № 234) |
| 28.   | 1330                     | с. Надеждине Ново-олександрівської с/р, на околиці села  | Братська могила радянських воїнів. Поховано 67 воїнів. 1941 р., 1943 р.                                                      | Харківська скульптурна фабрика 1967 р.          | Скульптура — 3,0 м, з/б Постамент — 3,0 м, цегла, цемент                       | -<<-                       | -<<-                                                                   | 25 м (Наказ управління культури і туризму від 10.09.09. № 234) |
| 29.   | 1331                     | с. Нова Чернещина Новочернещинської с/р, в центрі села   | Братська могила радянських воїнів. Поховано 6 воїнів.1942 р., 1943 р.                                                        | Харківська скульптурна фабрика 1954 р.          | Скульптура — 3,0 м, з/б Постамент — 3,0 м, цегла, цемент                       | Місцева                    | № 61 від 25.01.72 р.                                                   | 25 м (Наказ управління культури і туризму від 10.09.09. № 234) |
| 30.   | 1332                     | с. Новоолександрівка Новоолександрівської с/р            | Братська могила радянських воїнів. Поховано 23 воїни. 1941 р., 1943 р.                                                       | Харківська скульптурна фабрика 1953 р., 1973 р. | Скульптура — 2,5 м, з/б Постамент — 2,5 м, цегла, цемент                       | -<<-                       | -<<-                                                                   | 25 м (Наказ управління культури і туризму від 10.09.09. № 234) |
| 31.   | 1754                     | -<<-                                                     | Пам'ятник Чкалову В. П. — Герою Радянського Союзу                                                                            | Харківська скульптурна фабрика 1972 р.          | Бюст — 0,8 м, гіпс Постамент — 1,2 м, цегла, цемент                            | -<<-                       | № 13 від 12.01.81 р.                                                   |                                                                |
| 32.   | 1332                     | с. Новодмитрівка Новоолександрівської с/р, в центрі села | Братська могила радянських воїнів. Поховано 7 воїнів. 1942 р., 1943 р.                                                       | Харківська скульптурна фабрика 1958 р.          | Скульптура — 3,0 м, з/б Постамент — 3,0 м, цегла, цемент                       | -<<-                       | № 61 від 25.01.72 р.                                                   | 25 м (Наказ управління культури і туризму від 10.09.09. № 234) |
| 33.   | 1334                     | с. Огіївка Огіївської с/р                                | Братська могила радянських воїнів і жертв фашизму. Поховано 29 чол. 1942 р., 1943 р.                                         | Харківська скульптурна фабрика 1958 р., 1985 р. | Скульптура — 2,5 м, граніт Постамент — 2,8 м, цегла, цемент                    | -<<-                       | -<<-                                                                   | 25 м (Наказ управління культури і туризму від 10.09.09. № 234) |
| 34.   | 1335                     | с. Олександрівка Катеринівської с/р                      | Братська могила радянських воїнів. Поховано 22 воїни. 1943 р.                                                                | Харківська скульптурна фабрика 1965 р.          | Скульптура — 3,0 м, з/б Постамент — 3,0 м, цегла, цемент                       | -<<-                       | -<<-                                                                   | 25 м (Наказ управління культури і туризму від 10.09.09. № 234) |
| 35.   | 1336                     | с. Олексіївка Лигівської с/р                             | Братська могила радянських воїнів. Поховано 148 воїнів. 1942 р., 1943 р.                                                     | Харківська скульптурна фабрика 1956 р.          | Скульптура — 2,5 м, з/б Постамент — 2,2 м, цегла, цемент                       | -<<-                       | -<<-                                                                   | 25 м (Наказ управління культури і туризму від 10.09.09. № 234) |
| 36.   | 1337                     | с. Олійники Олійниківської с/р, в центрі села            | Братська могила радянських воїнів і партизанів. 1942 р., 1943 р.                                                             | Харківська скульптурна фабрика 1954 р.          | Скульптура — 2,5 м, з/б Постамент — 4,0 м, цегла, цемент                       | -<<-                       | -<<-                                                                   | 25 м (Наказ управління культури і туризму від 10.09.09. № 234) |
|       |                          |                                                          | |                                                 |                                                                                |                            |                                                                        |                                                                |
| 38.   | 1338                     | с. Степанівка Новоолександрівської с/р, в центрі села    | Братська могила радянських воїнів. Поховано 21 воїна. 1943 р.                                                                | Харківська скульптурна фабрика 1953 р., 1973 р. | Скульптура — 2,5 м, мармурова кришка Постамент — 2,8 м, цегла, цемент          | -<<-                       | -<<-                                                                   | 25 м (Наказ управління культури і туризму від 10.09.09. № 234) |
| 39.   | 1339                     | с. Тавежня Тавежнянської с/р, в центрі села              | Братська могила радянських воїнів. 1943 р.                                                                                   | Харківська скульптурна фабрика 1954 р., 1980 р. | Обеліск — граніт, Стели                                                        | -<<-                       | -<<-                                                                   | 25 м (Наказ управління культури і туризму від 10.09.09. № 234) |
| 40.   | 1751                     | с. Тарасівка Лигівської с/р                              | Братська могила радянських воїнів. Поховано 350 воїнів. 1941 р., 1942 р.,1943 р.                                             | Харківська скульптурна фабрика 1973 р.          | Скульптура — 3,5 м, мармурова кришка Постамент — 1,7 м, цегла, цемент          | -<<-                       | № 13 від 12.01.81 р.                                                   | 25 м (Наказ управління культури і туризму від 10.09.09. № 234) |
| 41.   | 1340                     | с. Тернуватка Огіївської с/р, в центрі села              | Братська могила радянських воїнів і Ігнатова М. М., партизана. Поховано 14 воїнів. 1943 р.                                   | Харківська скульптурна фабрика 1953 р., 1980 р. | Скульптура — 3,0 м, з/б Постамент — 3,0 м, цегла, цемент                       | -<<-                       | № 61 від 25.01.72 р.                                                   | 25 м (Наказ управління культури і туризму від 10.09.09. № 234) |
| 42.   | 1752                     | -<<-                                                     | Братська могила жертв фашизму. Поховано 18 чол. 1942 р.                                                                      | Харківська скульптурна фабрика 1972 р.          | Скульптура — 3,0 м, з/б Постамент — 1,2 м, цегла, цемент Обеліск — 6,0 м, з/б  | -<<-                       | № 13 від 12.01.81 р.                                                   | 25 м (Наказ управління культури і туризму від 10.09.09. № 234) |
| 43.   | 1341                     | с. Червоний Степ Лигівської с/р                          | Братська могила радянських воїнів. Поховано 118 воїнів. 1942 р., 1943 р.                                                     | Харківська скульптурна фабрика 1954 р.          | Скульптура — 2,5 м, з/б Постамент — 2,5 м, цегла, цемент                       | -<<-                       | № 61 від 25.01.72 р.                                                   | 25 м (Наказ управління культури і туризму від 10.09.09. № 234) |
| 44.   | 1342                     | с. Чорнолозка Сахновщинської сел/р                       | Братська могила радянських воїнів. Поховано 33 воїни. 1943 р.                                                                | Харківська скульптурна фабрика 1953 р., 1973 р. | Скульптура — 2,5 м, мармурова кришка Постамент — 2,5 м, цегла, цемент          | -<<-                       | -<<-                                                                   | 25 м (Наказ управління культури і туризму від 10.09.09. № 234) |
| 45.   | 1343                     | с. Шевченкове Шевченківської с/р                         | Братська могила радянських воїнів. Поховано 26 воїнів. 1943 р.                                                               | Харківська скульптурна фабрика 1957 р.          | Скульптура — 2,5 м, з/б Постамент — 3,0 м, цегла, цемент                       | Місцева                    | № 61 від 25.01.72 р.                                                   | 25 м (Наказ управління культури і туризму від 10.09.09. № 234) |
| 46.   | 1344                     | с. Шевченкове Тавежнянської с/р, в центрі села           | Братська могила радянських воїнів. Поховано 15 воїнів. 1943 р.                                                               | Харківська скульптурна фабрика 1964 р.          | Скульптура — 2,5 м, з/б Постамент — 2,3 м, цегла, цемент                       | -<<-                       | -<<-                                                                   | 25 м (Наказ управління культури і туризму від 10.09.09. № 234) |
|       |                          |                                                          | |                                                 |                                                                                |                            |                                                                        |                                                                |